# Колумбусский музей искусств
Колумбусский музей искусств (англ. Columbus Museum of Art) — художественный музей в центре Колумбуса (Огайо, США). Музей был основан в 1878 году как Галерея изящных искусств Колумбуса. Музейная коллекция включает американское и европейское современное искусство, декоративно-прикладное искусство, стекло и фотографию.

## История
Музей был основан в 1878 году как Галерея изящных искусств Колумбуса. С 1919 года он размещался в доме Фрэнсиса К. Сешнса, основателя Школы искусств Колумбуса (сейчас Колледж искусств и дизайна Колумбуса). Сешнс передал свой особняк и имущество художественному музею, который работал там до 1923 года. Позже дом был снесён и на его месте построили нынешнее здание. В настоящее время Битон-Холл (административные помещения музея) содержит элементы входа бывшего особняка.
Нынешнее здание строилось в 1929—1931 годах и новый музей был открыт 22 января 1931 года. В 1974 году к задней части здания была добавлена небольшая пристройка. Здание музея вошло в Национальный реестр исторических мест США 19 марта 1992 года под своим первоначальным названием Галерея изящных искусств Колумбуса.
В 2007 году произошла существенная реорганизация и расширение музея. Новая постройка, Центр творчества, открылась 1 января 2011 года. Площадь нового Центра 1,7 тыс. м2, оно включает галереи, зоны для собраний и помещения мастер-классов. 25 октября 2015 года открылось новое крыло Маргарет М. Уолтер, добавив 4,7 тыс. м2. Крыло Маргарет М. Уолтер было спроектировано Майклом Бонджорно из архитектурной фирмы DesignGroup из Колумбуса
В сентябре 2018 года Коллекция Пиццути, музей в районе Колумбуса Шорт-Норт, была передана в дар музею с частью своей коллекции и в настоящее время является филиалом музея. Музей открылся как часть Музея искусств Колумбуса в том же году.

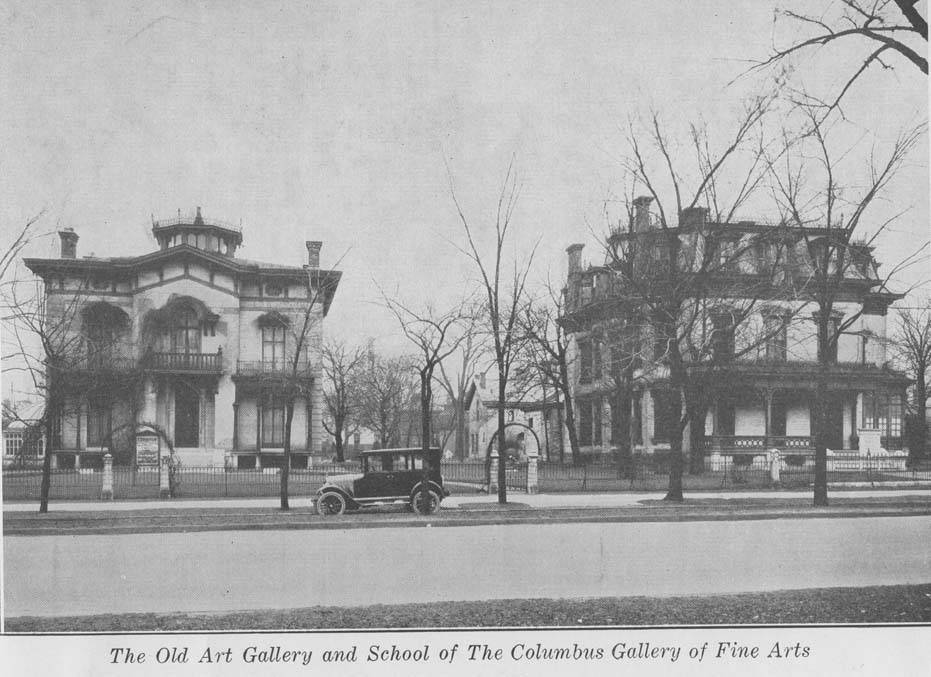
Бывшие дом Фрэнсиса К. Сешнса (слева) и Школа искусств Колумбуса (справа). Фото 1930 года.
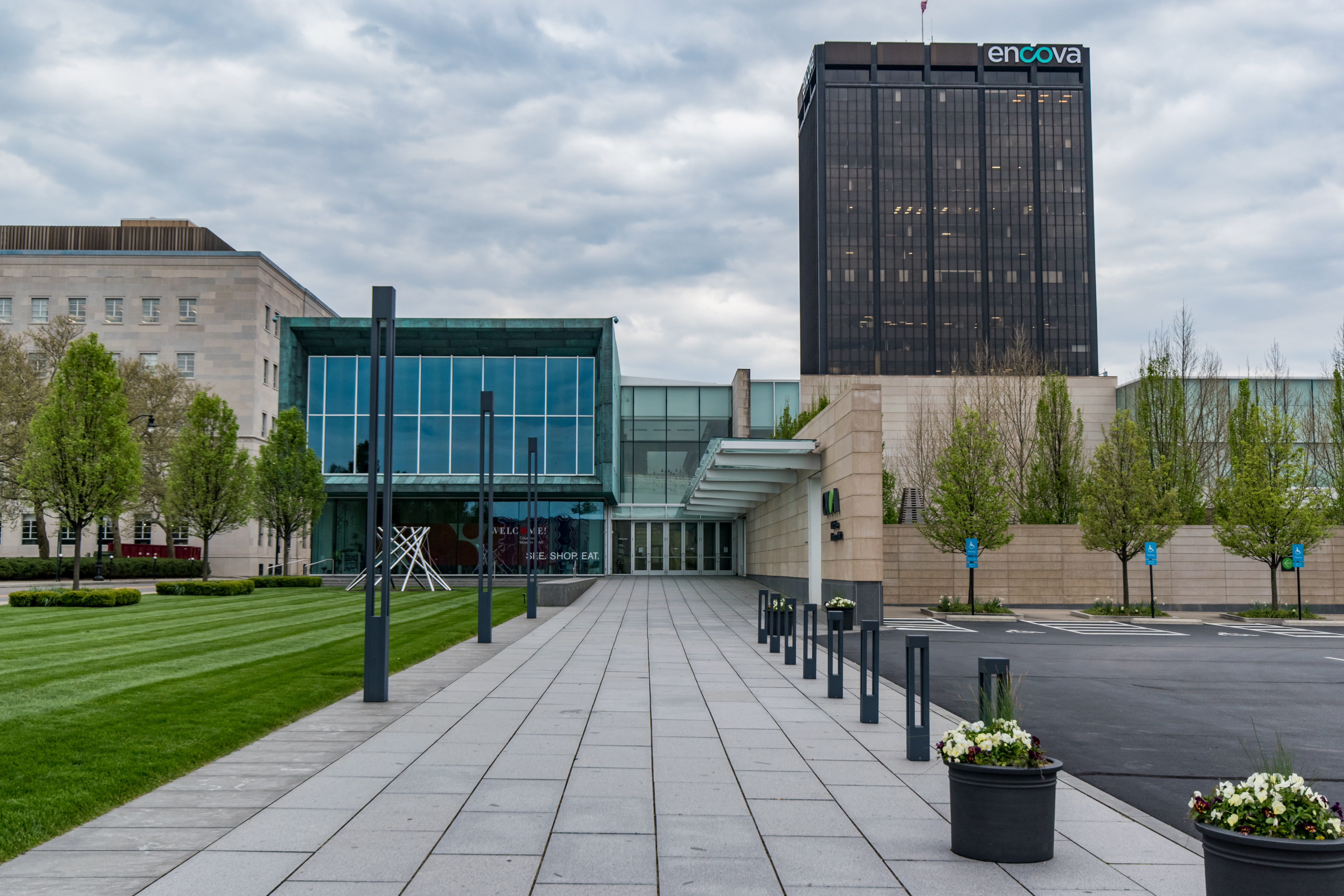
Вход в музей.
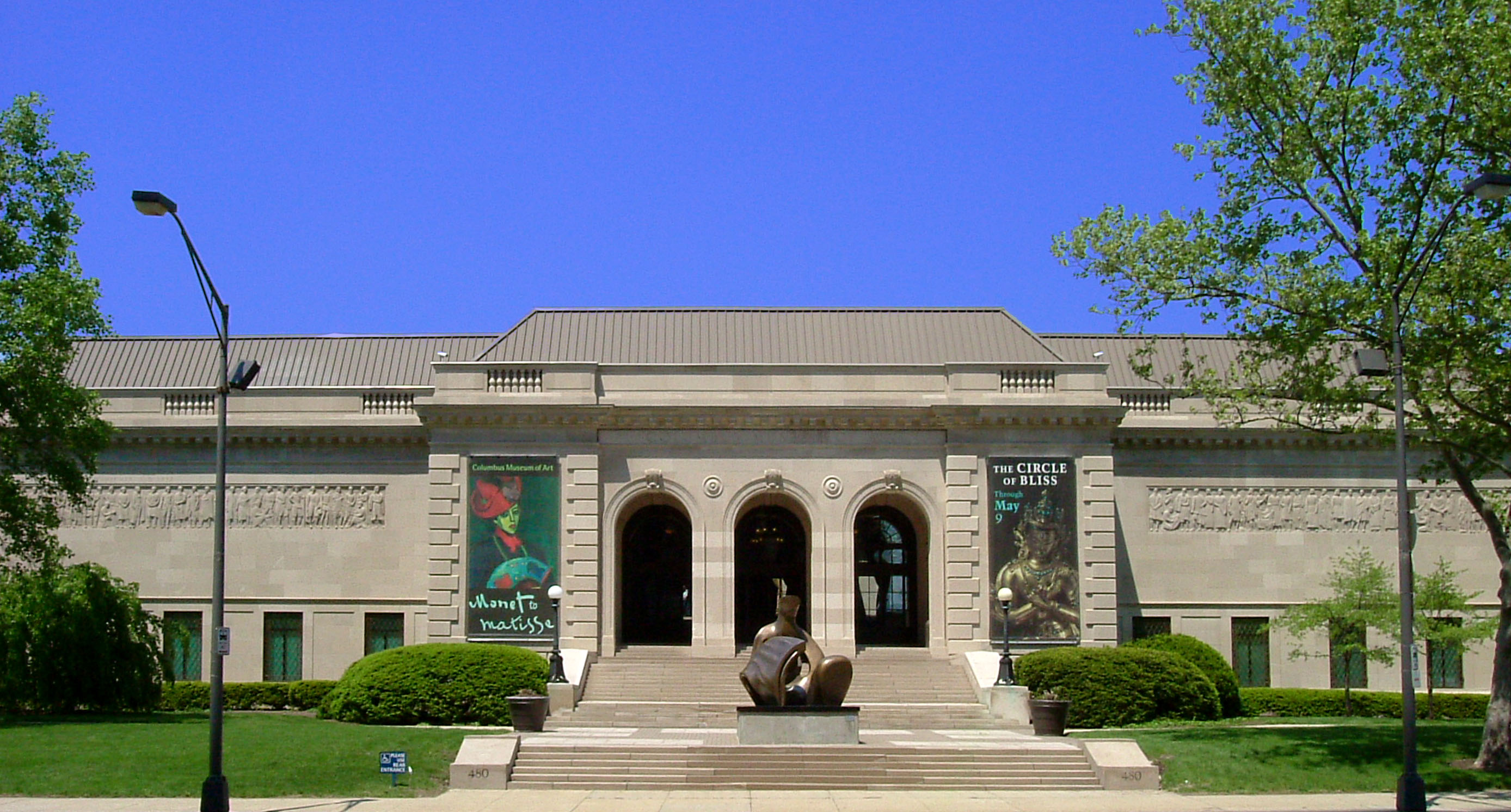
Здание Росс (1931).
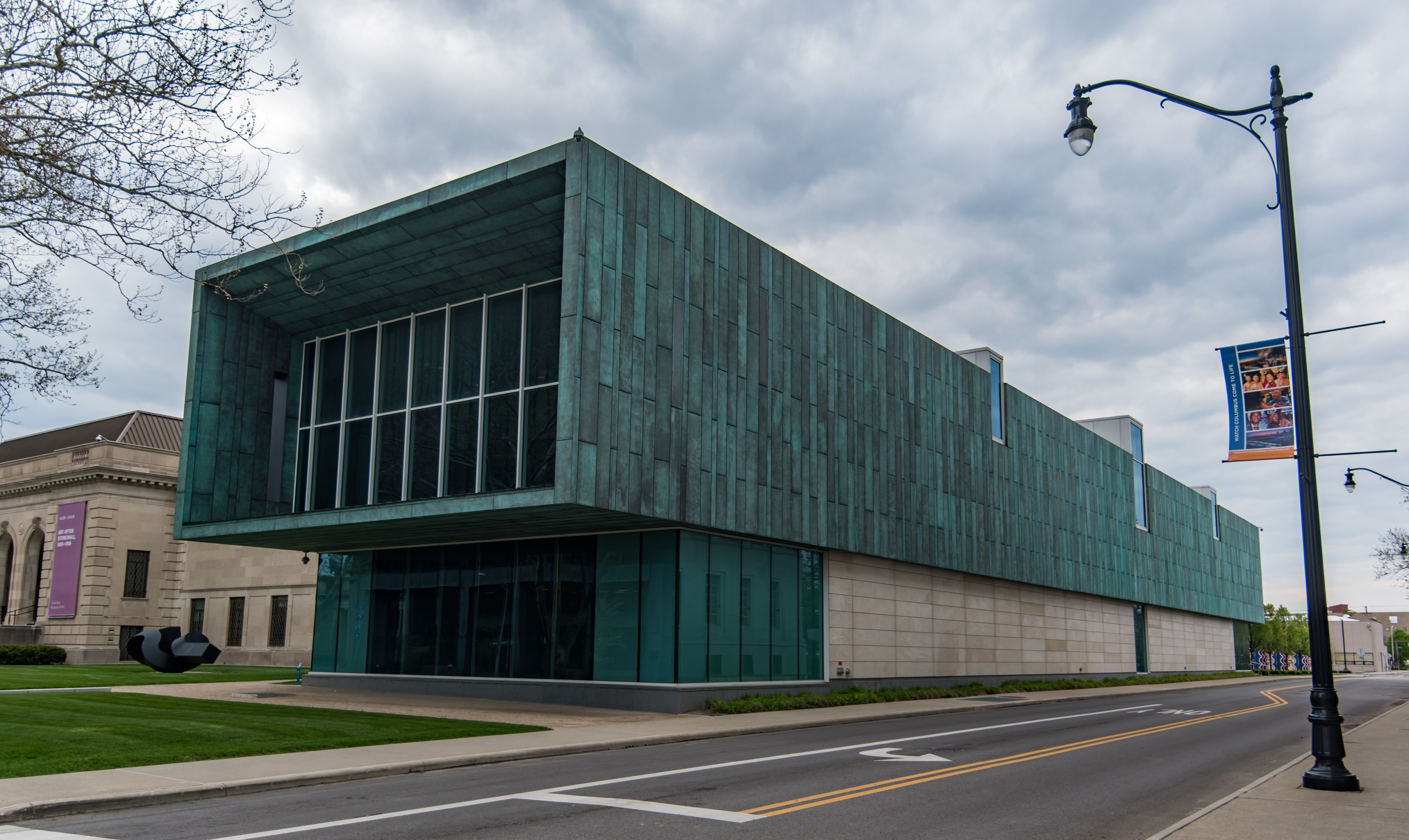
Крыло Маргарет М. Уолтер (2015).
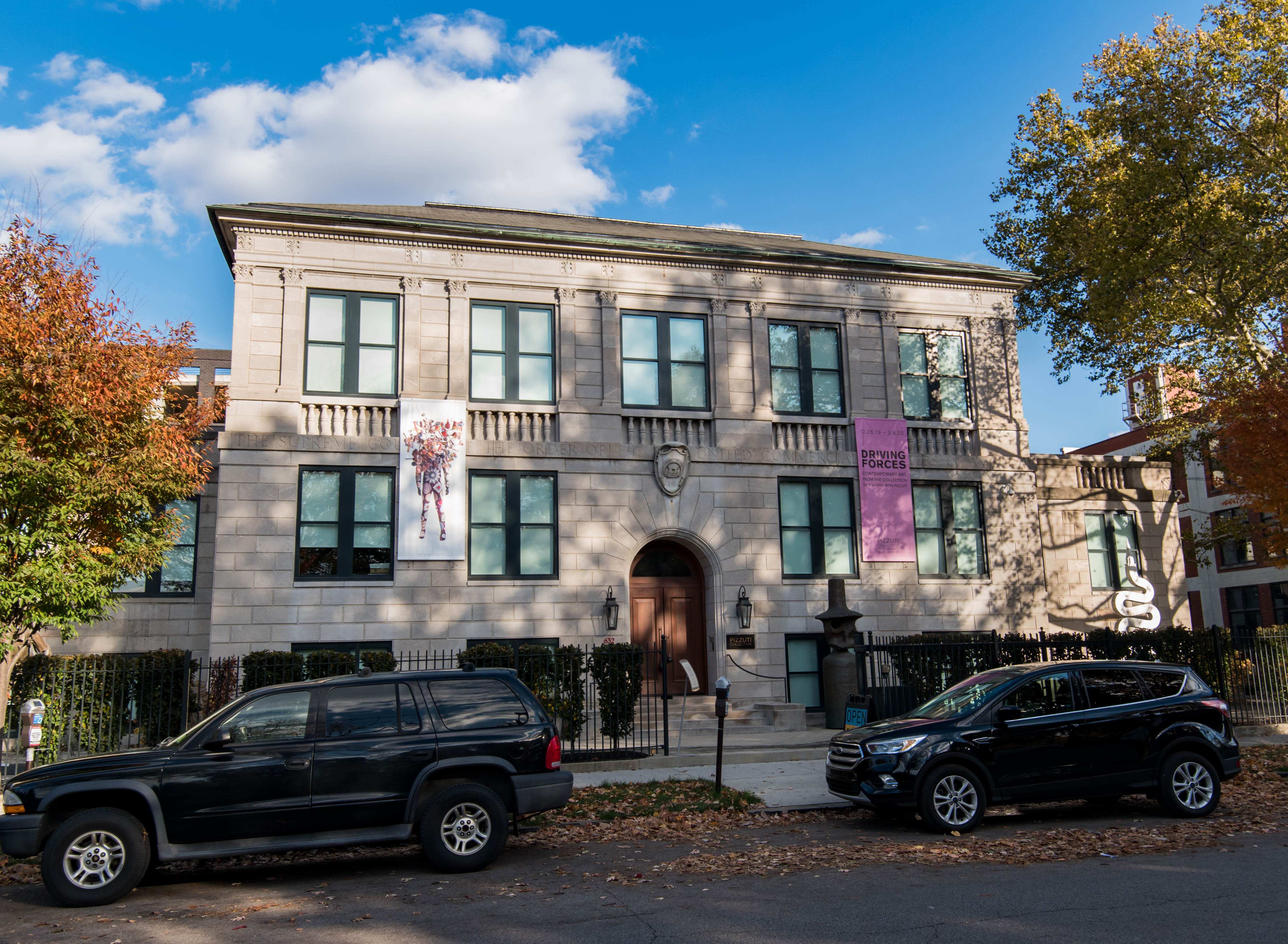
Филиал Коллекция Пиццути.

## Основное здание музея
Здание музея 1931 года, сегодня известное как здание Элизабет М. и Ричарда М. Росс, было спроектировано в стиле неоренессанс архитекторной фирмой Колумбуса Richards, McCarty & Bulford. Оно имеет бетонный фундамент, стены из известняка и бетона и усечённую медную шатровую крышу. Здание двухэтажное с выдающимся на несколько футов вперёд фронтоном и двумя крыльями. Крылья имеют большие известняковые фризы с изображениями Мастеров искусств. Работа Роберта Ингерсолла Эйткена, названная в честь филантрописта Фредерика В. Шумахера, изображает 68 художников с 490 г. до н. э. по 1925 г. н. э..
Главный вход состоит из трёх арочных порталов. Фасад здесь включает декоративные молдинги, замковые камни, медальоны в виде бычьего глаза и каменные угловые элементы. Над арками находится фриз с надписью «Галерея изящных искусств Колумба». К тротуару ведёт ряд из шестнадцати известняковых ступеней, по бокам которых стоят два фонарных столба в итальянском стиле.

## Экспозиция
Постоянная музейная коллекция включает выдающиеся американские и европейские произведения современного искусства конца XIX и начала XX веков. Основные коллекции включают художественную коллекцию Фердинанда Хоулда с картинами ранних модернистов, коллекцию Сирака работ импрессионистов и экспрессионистов, коллекцию Photo League и коллекцию Филиппа и Сюзанны Шиллер с работами художников американского социального реализма. В музее хранятся крупнейшие коллекции работ родившихся в Колумбусе художников Амины Бренды Линн Робинсон, Элайджи Пирса и Джорджа Беллоуза.